# Amstel Gold Race Experience
Het Amstel Gold Race Experience is een wielerbelevingscentrum in de Limburgse stad Valkenburg. Vanaf hier kunnen toerfietsers de Amstel Gold Race het hele jaar door beleven. Hierbij maken ze gebruik van een kleine tentoonstelling, actieve fietsbeleving met fietsverhuur en verschillende faciliteiten voor, tijdens en na de fietsrit. Zo zijn er douche- en omkleedfaciliteiten, is het mogelijk om een (individuele) route te plannen en zijn er horeca faciliteiten en arrangementen. Het bevindt zich in en is onderdeel van het Shimano Experience Center. 
Bij de experience starten ook de lussen van de Amstel Gold Raceroute.